# Mühlenhof-Freilichtmuseum Münster

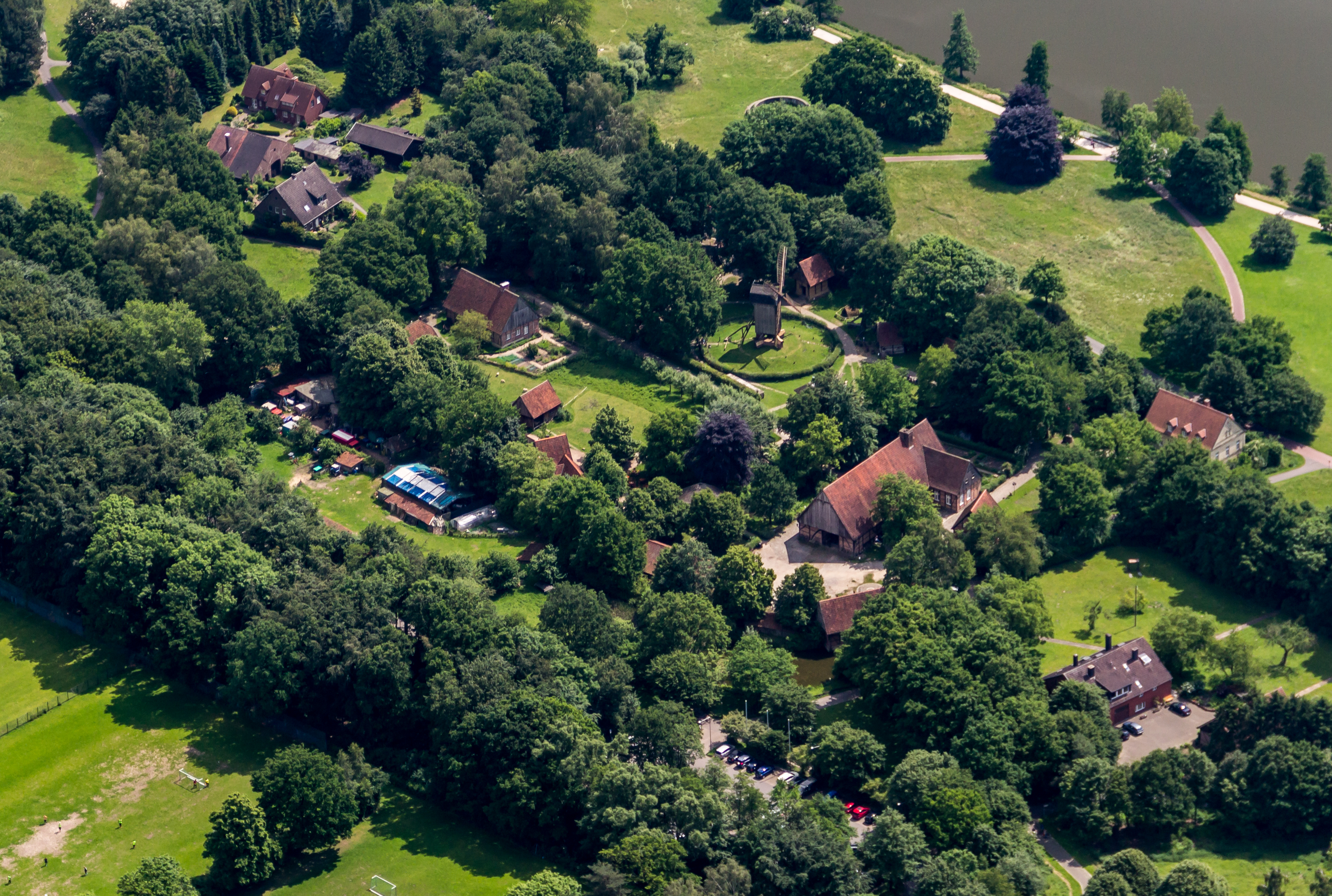
Luftbild Mühlenhof von 2014

Das Mühlenhof-Freilichtmuseum Münster zeigt auf fünf Hektar im Stadtteil Sentrup in unmittelbarer Nähe zum Aasee, dem Allwetterzoo und dem LWL-Museum für Naturkunde bäuerliche und handwerkliche Kultur der Region aus vier Jahrhunderten. An die 30 historische Bauten wurden von ihrem ursprünglichen Ort in das Museum nach Münster in Westfalen versetzt oder dort nach alten Vorbildern rekonstruiert. Die Inneneinrichtungen mit historischem Sammlungsgut vermitteln einen Eindruck von Lebensgewohnheiten und Arbeitsweisen der Menschen, die hier einmal zu Hause waren.
Mit der Wiedererrichtung der Bockwindmühle des 18. Jahrhunderts aus dem Emsland, initiiert von Theo Breider, wurde das Freilichtmuseum 1961 eröffnet. Es folgten Haupt- und Nebengebäude von Bauernhöfen, eine Landschule von 1823, die ursprünglich in Lengerich stand und bis 1954 in Betrieb war, eine Bauernhofkapelle von 1840, ein Dorfladen mit Dorfkrug, der heute gastronomisch genutzt wird, ein Bienenhaus, dessen Honig im Hofladen verkauft wird, ein Weberkotten, eine Dorfschmiede, in der bis heute zwei festangestellte Schmiede arbeiten, und weitere alte Werkstätten. In regelmäßigen Veranstaltungen wird das alte Handwerk zum Leben erweckt. Die Flügel der für den Trägerverein namengebende Bockwindmühle werden an besonderen Anlässen mithilfe eines Elektromotors im Inneren zum Drehen gebracht. Es finden Lesungen in Platt- und Hochdeutsch statt. In der Landschule wird wie zu Großmutters Zeiten gelesen und geschrieben, im Winter wird hier zum Wohlbefinden der Besucher der Holzofen angefeuert.
In der Adventszeit findet auf dem Gelände des Mühlenhofs ein Weihnachtsmarkt statt. Verkaufs- und Ausschankbuden sowie ein Karussell werden aufgestellt, viele Bauwerke werden beleuchtet.
Zu Sankt Martin findet ebenfalls ein Markt statt, der von vielen hundert Menschen besucht wird.
Der Mühlenhof wird vollständig durch Eintrittsgelder, Gastronomie und Führungen sowie Spenden finanziert, da die Stadt Münster die Zuschüsse eingestellt hat.

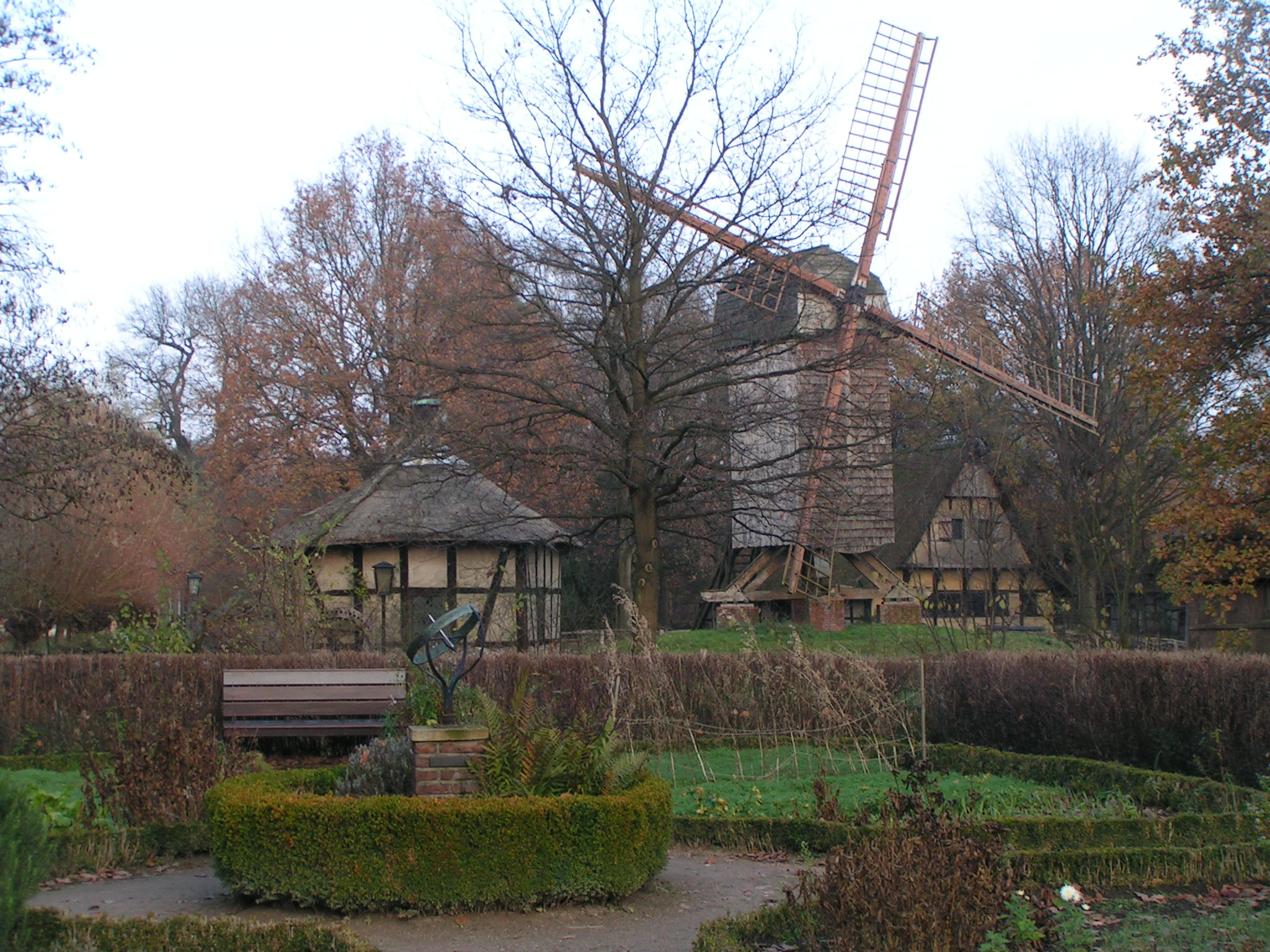
Gesamtansicht
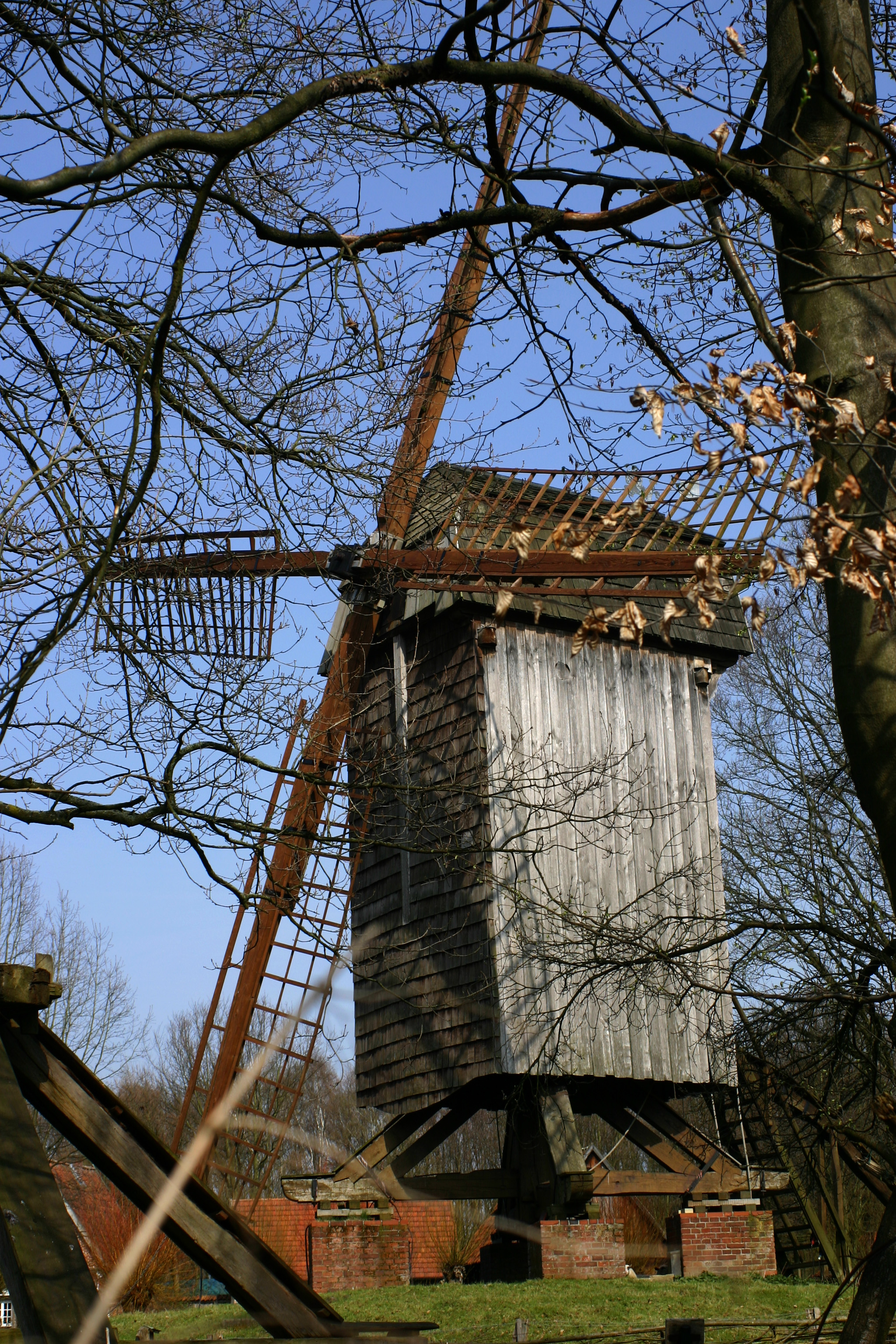
Bockwindmühle
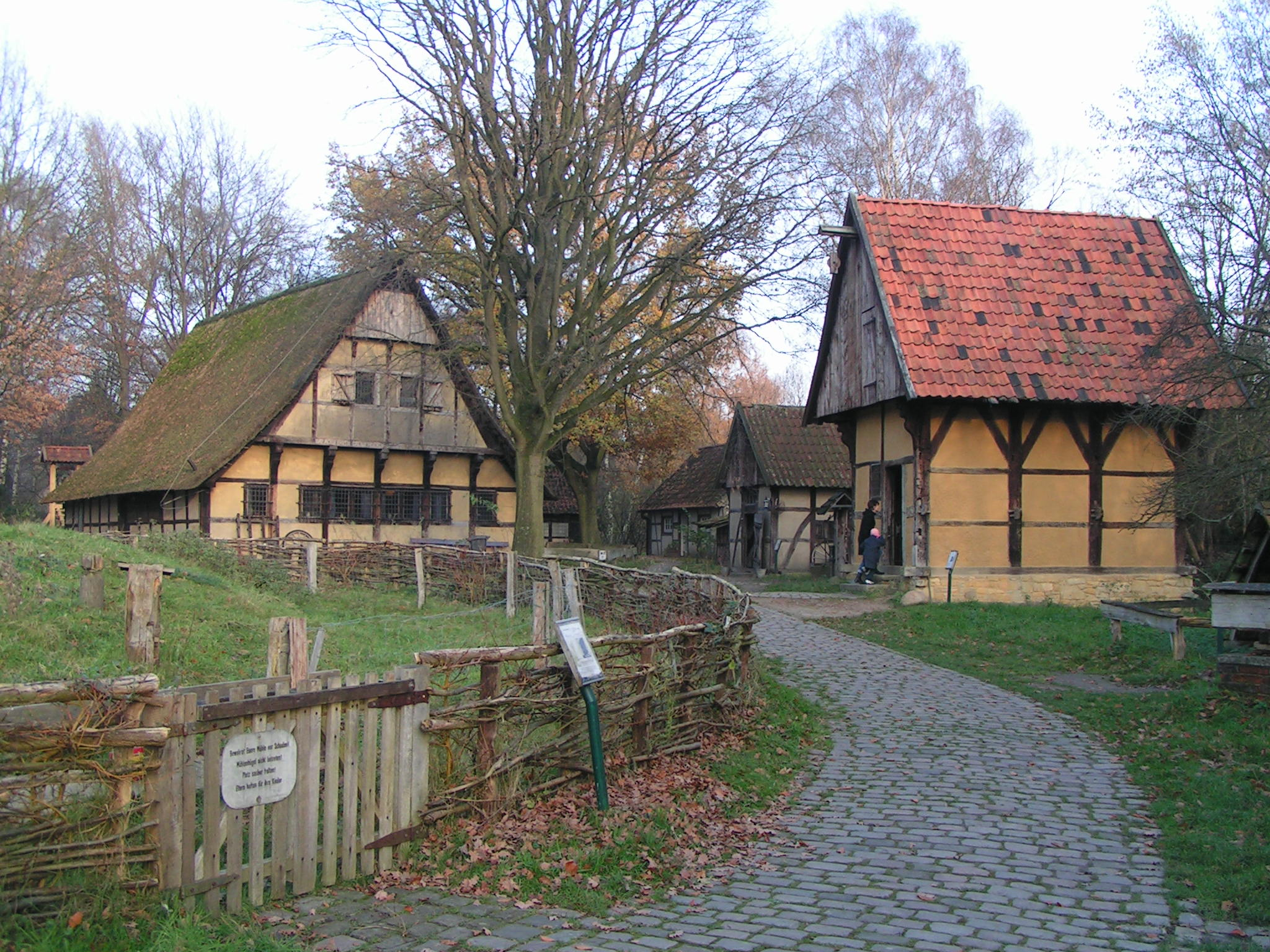
Gesamtansicht
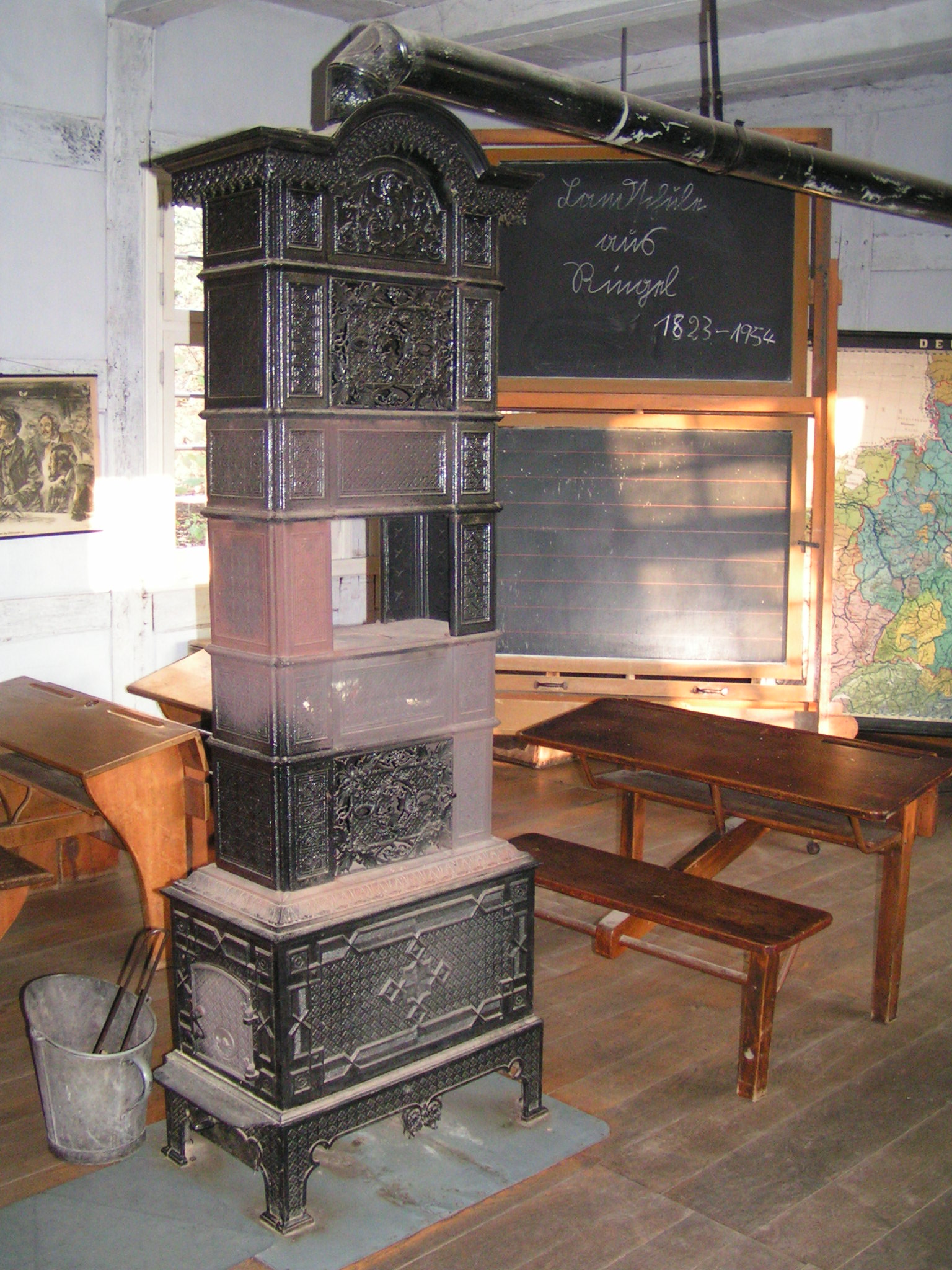
Historischer Schulklassenraum
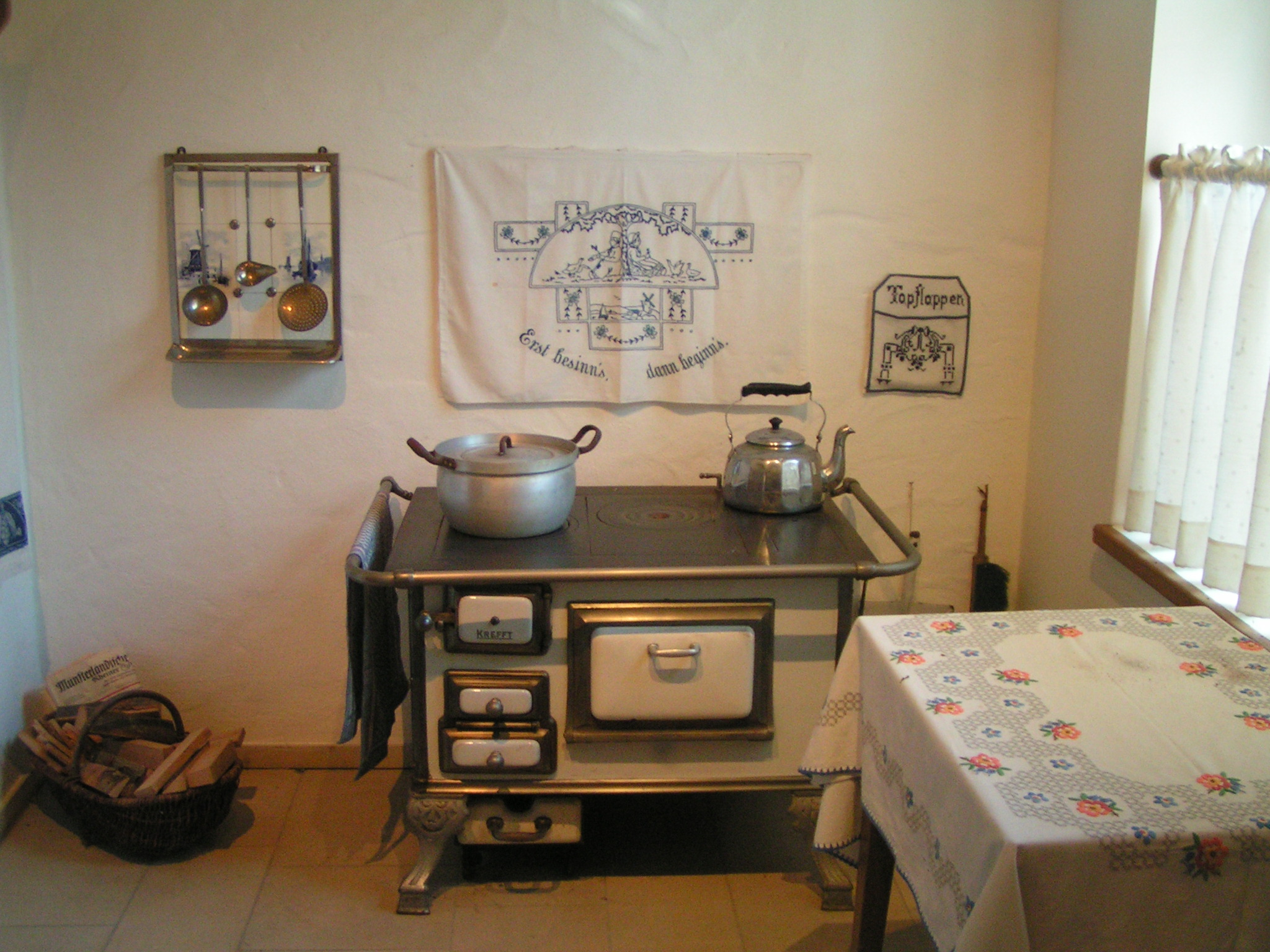
Historische Küche
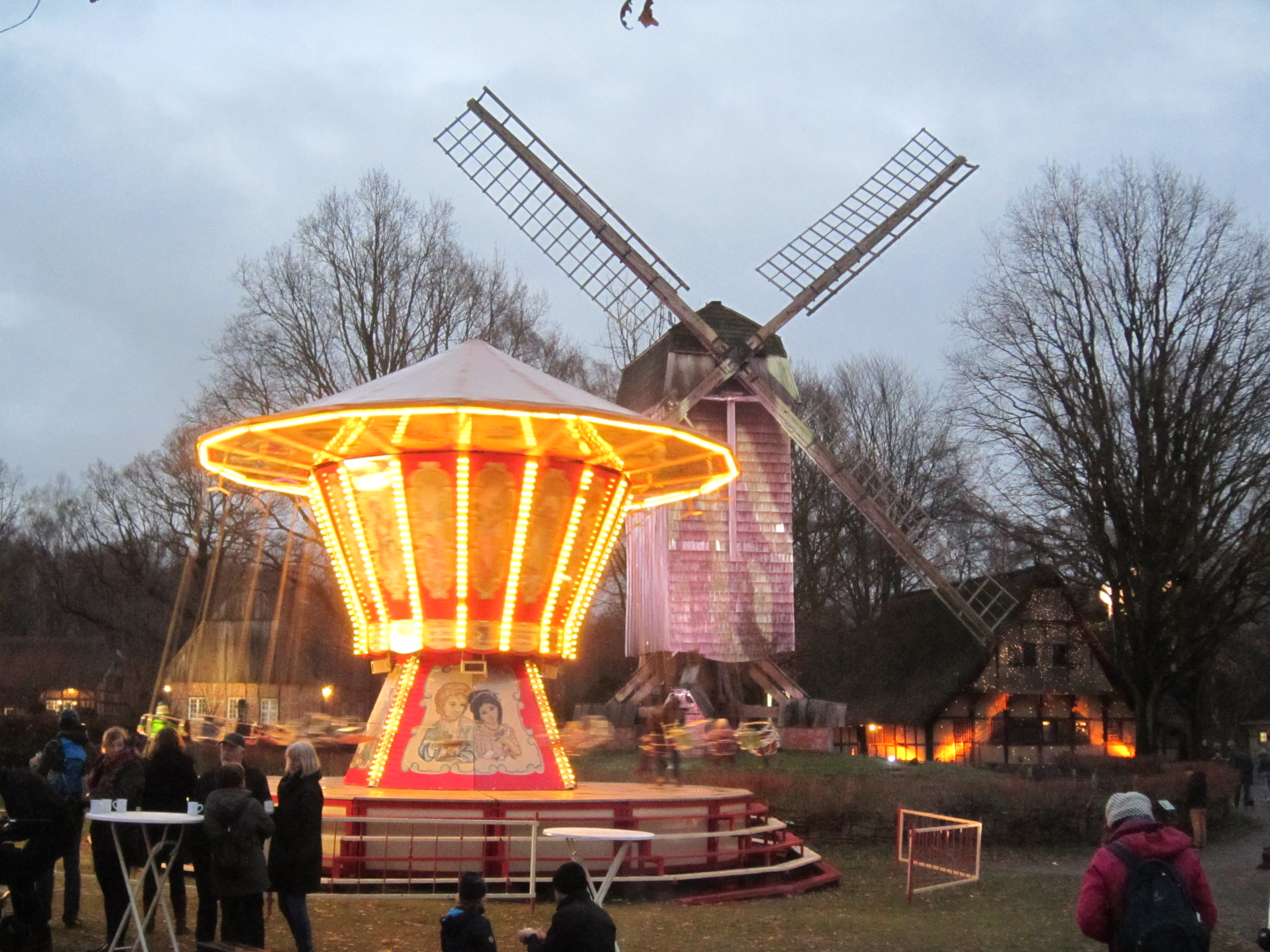
Weihnachtsmarkt und illuminierte Bauwerke
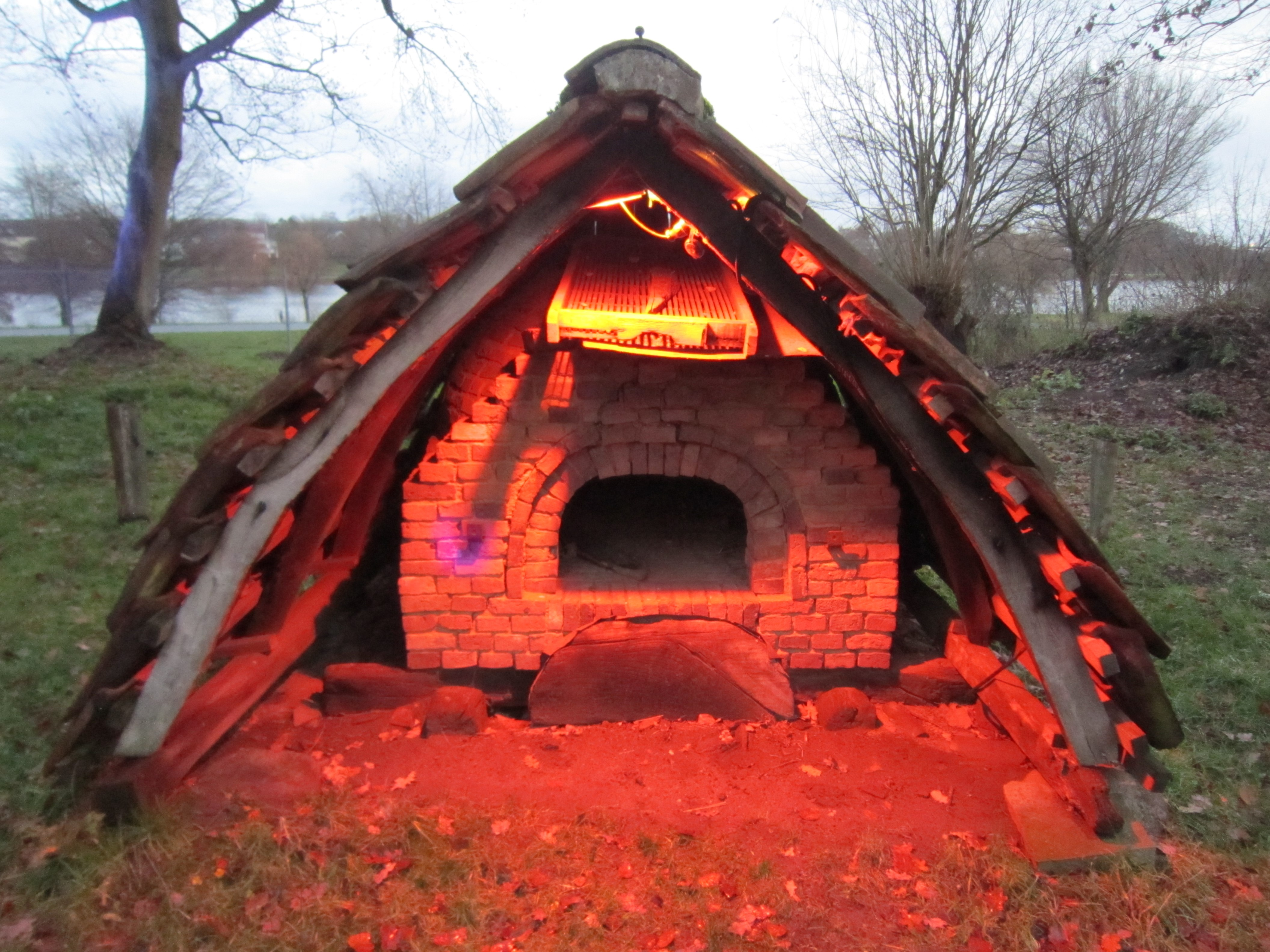
Blick auf den Aasee hinter der Backhütte